# Gora Beketova
Gora Beketova är ett berg i Antarktis. Det ligger i Östantarktis. Australien gör anspråk på området. Toppen på Gora Beketova är 1 400 meter över havet, eller 86 meter över den omgivande terrängen. Bredden vid basen är 7,6 km.
Terrängen runt Gora Beketova är huvudsakligen platt. Trakten är obefolkad. Det finns inga samhällen i närheten. 